# Andora (sjöstjärna)
Andora är ett släkte av sjöstjärnor och ingår i familjen Ophidiasteridae.
Enligt Catalogue of Life ingår följande arter i släktet:
- Andora bruuni
- Andora faouzii
- Andora popei
- Andora wilsoni